# Interés fijo

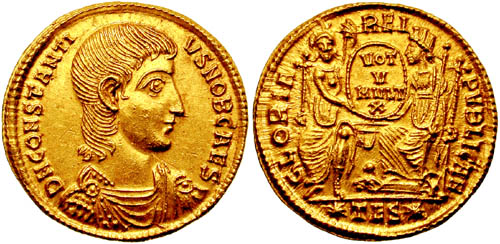
Moneda Solidus de Caesar Constantius Gallus, 351-354 ad. av (4.44 gm). Thessalonica mint.
El interés fijo frente al interés variable tiene la ventaja, en depósitos bancarios y créditos habituales en la compra de vivienda, de garantizar una cuota fija durante el tiempo de duración del depósito o préstamo hipotecario evitando fluctuaciones de subida pero también de bajadas en el interés.

Interés fijo o tasa de interés fijo, en economía y finanzas es la tasa de interés fija acordada en el contrato que establece la rentabilidad de los ahorros o el costo de un crédito o hipoteca. Se expresa generalmente como un porcentaje.

## Tasa de interés fijo
La aplicación de interés fijo supone que el interés se calcula aplicando un tipo único o estable (un mismo porcentaje sobre el capital) durante todo lo que dura el préstamo o el depósito. A diferencia del interés variable, la tasa de interés fijo no se modifica a lo largo del tiempo.

## Tasas de interés variable
Los conceptos de tipo de interés fijo y tipo de interés variable se utilizan en múltiples operaciones financieras, económicas e hipotecarias —como la compra de vivienda—.
En la aplicación de interés variable el tipo de interés (el porcentaje sobre el capital aplicado) va cambiando a lo largo del tiempo. El tipo de interés variable que se aplica en cada periodo de tiempo consta de dos cifras o tipos y es el resultado de la suma de ambos: un índice o tipo de interés de referencia y un porcentaje o margen diferencial.